# El Perdón
El Perdón is een single van de Puerto Ricaanse/Dominicaanse zanger Nicky Jam en de Spaanse zanger Enrique Iglesias. Een Engelse versie van de single ("Forgiveness") kwam uit op 10 juli 2015.

## Achtergrondinformatie
De single werd in een aantal Spaanstalige landen een hit, maar ook in sommige landen buiten het Spaanse taalgebied. In Spanje zelf werd het een nummer 1-hit, evenals in de Nederlandse Top 40. In de Vlaamse Ultratop 50 kwam het niet verder dan nummer 2.

## Videoclip
De bijhorende videoclip is opgenomen in Medellín in Colombia.

## Hitnoteringen

### Nederlandse Top 40
| Hitnotering: 13-06-2015 t/m 05-12-2015 | Hitnotering: 13-06-2015 t/m 05-12-2015 | Hitnotering: 13-06-2015 t/m 05-12-2015 | Hitnotering: 13-06-2015 t/m 05-12-2015 | Hitnotering: 13-06-2015 t/m 05-12-2015 | Hitnotering: 13-06-2015 t/m 05-12-2015 | Hitnotering: 13-06-2015 t/m 05-12-2015 | Hitnotering: 13-06-2015 t/m 05-12-2015 | Hitnotering: 13-06-2015 t/m 05-12-2015 | Hitnotering: 13-06-2015 t/m 05-12-2015 | Hitnotering: 13-06-2015 t/m 05-12-2015 | Hitnotering: 13-06-2015 t/m 05-12-2015 | Hitnotering: 13-06-2015 t/m 05-12-2015 | Hitnotering: 13-06-2015 t/m 05-12-2015 | Hitnotering: 13-06-2015 t/m 05-12-2015 |
| Week:                                  | 1                                      | 2                                      | 3                                      | 4                                      | 5                                      | 6                                      | 7                                      | 8                                      | 9                                      | 10                                     | 11                                     | 12                                     | 13                                     | 14                                     |
| -------------------------------------- | -------------------------------------- | -------------------------------------- | -------------------------------------- | -------------------------------------- | -------------------------------------- | -------------------------------------- | -------------------------------------- | -------------------------------------- | -------------------------------------- | -------------------------------------- | -------------------------------------- | -------------------------------------- | -------------------------------------- | -------------------------------------- |
| Positie:                               | 39                                     | 24                                     | 8                                      | 6                                      | 5                                      | 2                                      | 1                                      | 1                                      | 1                                      | 1                                      | 1                                      | 1                                      | 4                                      | 5                                      |
| Week:                                  | 15                                     | 16                                     | 17                                     | 18                                     | 19                                     | 20                                     | 21                                     | 22                                     | 23                                     | 24                                     | 25                                     | 26                                     |                                        |                                        |
| Positie:                               | 5                                      | 8                                      | 10                                     | 13                                     | 16                                     | 18                                     | 28                                     | 30                                     | 33                                     | 35                                     | 38                                     | 40                                     | uit                                    |                                        |

### NederlandseSingle Top 100
| Hitnotering: 23-05-2015 t/m 13-02-2016 | Hitnotering: 23-05-2015 t/m 13-02-2016 | Hitnotering: 23-05-2015 t/m 13-02-2016 | Hitnotering: 23-05-2015 t/m 13-02-2016 | Hitnotering: 23-05-2015 t/m 13-02-2016 | Hitnotering: 23-05-2015 t/m 13-02-2016 | Hitnotering: 23-05-2015 t/m 13-02-2016 | Hitnotering: 23-05-2015 t/m 13-02-2016 | Hitnotering: 23-05-2015 t/m 13-02-2016 | Hitnotering: 23-05-2015 t/m 13-02-2016 | Hitnotering: 23-05-2015 t/m 13-02-2016 | Hitnotering: 23-05-2015 t/m 13-02-2016 | Hitnotering: 23-05-2015 t/m 13-02-2016 | Hitnotering: 23-05-2015 t/m 13-02-2016 | Hitnotering: 23-05-2015 t/m 13-02-2016 | Hitnotering: 23-05-2015 t/m 13-02-2016 | Hitnotering: 23-05-2015 t/m 13-02-2016 | Hitnotering: 23-05-2015 t/m 13-02-2016 | Hitnotering: 23-05-2015 t/m 13-02-2016 | Hitnotering: 23-05-2015 t/m 13-02-2016 | Hitnotering: 23-05-2015 t/m 13-02-2016 |
| Week:                                  | 1                                      | 2                                      | 3                                      | 4                                      | 5                                      | 6                                      | 7                                      | 8                                      | 9                                      | 10                                     | 11                                     | 12                                     | 13                                     | 14                                     | 15                                     | 16                                     | 17                                     | 18                                     | 19                                     | 20                                     |
| -------------------------------------- | -------------------------------------- | -------------------------------------- | -------------------------------------- | -------------------------------------- | -------------------------------------- | -------------------------------------- | -------------------------------------- | -------------------------------------- | -------------------------------------- | -------------------------------------- | -------------------------------------- | -------------------------------------- | -------------------------------------- | -------------------------------------- | -------------------------------------- | -------------------------------------- | -------------------------------------- | -------------------------------------- | -------------------------------------- | -------------------------------------- |
| Positie:                               | 70                                     | 56                                     | 46                                     | 25                                     | 6                                      | 4                                      | 3                                      | 3                                      | 1                                      | 1                                      | 1                                      | 1                                      | 1                                      | 1                                      | 1                                      | 4                                      | 5                                      | 6                                      | 7                                      | 9                                      |
| Week:                                  | 21                                     | 22                                     | 23                                     | 24                                     | 25                                     | 26                                     | 27                                     | 28                                     | 29                                     | 30                                     | 31                                     | 32                                     | 33                                     | 34                                     | 35                                     | 36                                     | 37                                     | 38                                     | 39                                     |                                        |
| Positie:                               | 11                                     | 16                                     | 17                                     | 24                                     | 25                                     | 30                                     | 42                                     | 45                                     | 49                                     | 59                                     | 67                                     | 76                                     | 81                                     | 65                                     | 77                                     | 76                                     | 78                                     | 87                                     | 94                                     | uit                                    |

### 3FM Mega Top 50
| Hitnotering: 06-06-2015 t/m 05-12-2015 | Hitnotering: 06-06-2015 t/m 05-12-2015 | Hitnotering: 06-06-2015 t/m 05-12-2015 | Hitnotering: 06-06-2015 t/m 05-12-2015 | Hitnotering: 06-06-2015 t/m 05-12-2015 | Hitnotering: 06-06-2015 t/m 05-12-2015 | Hitnotering: 06-06-2015 t/m 05-12-2015 | Hitnotering: 06-06-2015 t/m 05-12-2015 | Hitnotering: 06-06-2015 t/m 05-12-2015 | Hitnotering: 06-06-2015 t/m 05-12-2015 | Hitnotering: 06-06-2015 t/m 05-12-2015 | Hitnotering: 06-06-2015 t/m 05-12-2015 | Hitnotering: 06-06-2015 t/m 05-12-2015 | Hitnotering: 06-06-2015 t/m 05-12-2015 | Hitnotering: 06-06-2015 t/m 05-12-2015 |
| Week:                                  | 1                                      | 2                                      | 3                                      | 4                                      | 5                                      | 6                                      | 7                                      | 8                                      | 9                                      | 10                                     | 11                                     | 12                                     | 13                                     | 14                                     |
| -------------------------------------- | -------------------------------------- | -------------------------------------- | -------------------------------------- | -------------------------------------- | -------------------------------------- | -------------------------------------- | -------------------------------------- | -------------------------------------- | -------------------------------------- | -------------------------------------- | -------------------------------------- | -------------------------------------- | -------------------------------------- | -------------------------------------- |
| Positie:                               | 49                                     | 34                                     | 6                                      | 5                                      | 4                                      | 3                                      | 1                                      | 1                                      | 1                                      | 1                                      | 1                                      | 1                                      | 4                                      | 4                                      |
| Week:                                  | 15                                     | 16                                     | 17                                     | 18                                     | 19                                     | 20                                     | 21                                     | 22                                     | 23                                     | 24                                     | 25                                     | 26                                     | 27                                     |                                        |
| Positie:                               | 5                                      | 7                                      | 8                                      | 9                                      | 9                                      | 15                                     | 19                                     | 25                                     | 27                                     | 28                                     | 35                                     | 45                                     | 49                                     | uit                                    |

### VlaamseUltratop 50
| Hitnotering: 04-07-2015 t/m 31-10-2015 | Hitnotering: 04-07-2015 t/m 31-10-2015 | Hitnotering: 04-07-2015 t/m 31-10-2015 | Hitnotering: 04-07-2015 t/m 31-10-2015 | Hitnotering: 04-07-2015 t/m 31-10-2015 | Hitnotering: 04-07-2015 t/m 31-10-2015 | Hitnotering: 04-07-2015 t/m 31-10-2015 | Hitnotering: 04-07-2015 t/m 31-10-2015 | Hitnotering: 04-07-2015 t/m 31-10-2015 | Hitnotering: 04-07-2015 t/m 31-10-2015 | Hitnotering: 04-07-2015 t/m 31-10-2015 | Hitnotering: 04-07-2015 t/m 31-10-2015 | Hitnotering: 04-07-2015 t/m 31-10-2015 | Hitnotering: 04-07-2015 t/m 31-10-2015 | Hitnotering: 04-07-2015 t/m 31-10-2015 | Hitnotering: 04-07-2015 t/m 31-10-2015 | Hitnotering: 04-07-2015 t/m 31-10-2015 | Hitnotering: 04-07-2015 t/m 31-10-2015 | Hitnotering: 04-07-2015 t/m 31-10-2015 | Hitnotering: 04-07-2015 t/m 31-10-2015 |
| Week:                                  | 1                                      | 2                                      | 3                                      | 4                                      | 5                                      | 6                                      | 7                                      | 8                                      | 9                                      | 10                                     | 11                                     | 12                                     | 13                                     | 14                                     | 15                                     | 16                                     | 17                                     | 18                                     |                                        |
| -------------------------------------- | -------------------------------------- | -------------------------------------- | -------------------------------------- | -------------------------------------- | -------------------------------------- | -------------------------------------- | -------------------------------------- | -------------------------------------- | -------------------------------------- | -------------------------------------- | -------------------------------------- | -------------------------------------- | -------------------------------------- | -------------------------------------- | -------------------------------------- | -------------------------------------- | -------------------------------------- | -------------------------------------- | -------------------------------------- |
| Positie:                               | 9                                      | 2                                      | 3                                      | 3                                      | 4                                      | 6                                      | 3                                      | 5                                      | 6                                      | 6                                      | 12                                     | 14                                     | 14                                     | 21                                     | 27                                     | 24                                     | 31                                     | 43                                     | uit                                    |